# Милица Черногорская
Милица Петрович-Негош (серб. Милица Петровић Његош; также известная в России как Милица Николаевна, серб. Милица Николајевна; 14 [26] июля 1866, Цетине, Королевство Черногория — 5 сентября 1951, Александрия, Египет) — великая княгиня, супруга великого князя Петра Николаевича. Урождённая черногорская княжна из династии Петрович-Негош. Дочь черногорского князя Николы I Петровича и Милены Вукотич. Сестра великой княгини Анастасии Николаевны, итальянской королевы Елены Черногорской, тётка княжны Елены Петровны.

## Биография
Милица родилась в многодетной семье черногорского князя Николая Негоша и Милены Петровны Вукотич, дочери местного воеводы. Раннее детство княжны Милицы прошло на родной земле. Затем вместе с сёстрами Станой (Анастасией), Еленой и Марией была отправлена в Санкт-Петербург, где они учились в Смольном институте. В это время в её жизни произошла первая трагедия: внезапно умерла её младшая сестра Мария (1869—1885).
Закончив учебное заведение, Милица вышла замуж за великого князя Петра Николаевича, внука императора Николая I. Церемония состоялась 26 июля 1889 года в Петергофе. Супруги имели четырёх детей:
- Марина Петровна (1892—1981)
- Роман Петрович (1896—1978)
- Надежда Петровна (1898—1988)
- Софья Петровна (1898)

Милица, её сестра Анастасия и их племянница Елена Петровна были единственными в семье Романовых нерусскими невестками, родившимися православными, Не считая греческих принцесс Александры и Марии, дочерей Короля Греции Георга и Королевы Ольги Константиновны. 
Милица считала себя образованной и умной и держалась среди своих русских родственников с высокомерием. Она была полной противоположностью мужа, замкнутого, застенчивого и молчаливого человека. При дворе Милица и Анастасия играли заметную роль и в течение нескольких лет были близки с императорской семьёй. При дворе их пренебрежительно звали «черногорками» или даже «черногорскими воронами». Отличаясь ещё с юных лет интересом ко всему мистическому, Милица увлекалась сочинениями восточных мистиков, оккультными науками и спиритизмом. Даже получила в Париже диплом на звание почётного доктора алхимии. Там же она познакомилась со спиритом и магнетизером неким месье Филиппом, которого пригласила в Петербург и познакомила с императрицей Александрой Фёдоровной, уверив её, что этот чудотворец освободит от приступов невралгии.
А несколько позже именно Милица привела Григория Распутина, снискавшего благодаря ей славу врачевателя и провидца и сыгравшего значительную роль в падении монархии. Вместе с сестрой Анастасией, с которой она была неразлучна, Милица хотела использовать «старца» как инструмент влияния на Николая II для исполнения личных помыслов и помощи родной Черногории. Но в 1909 году произошёл полный разрыв с императорской семьёй, и сёстры Милица и Анастасия становятся одними из главных врагов и организаторов травли Распутина.
В связи с болезнью мужа — у Петра Николаевича был туберкулёз легких — Милица Николаевна подолгу жила за границей или в Крыму, где великий князь имел большое имение Дюльбер. Там Милица Николаевна проживала и в годы войны с 1915 по 1916.
В 1917 году семья Милицы Николаевны благополучно выбралась из Петрограда. Сначала семья перебралась в Крым, а затем с другими Романовыми 11 апреля 1919 года в ходе Крымской эвакуации 1919 года на британском линейном корабле «Мальборо» эвакуировалась в Европу.
Несколько лет Милица с мужем жили во Франции. После смерти мужа в 1931 году овдовевшая Великая княгиня переехала с сыном Романом и его семьёй в Италию: король Виктор Эммануил III был мужем её младшей сестры Елены.
После окончания Второй мировой войны и отречения от престола короля Виктора Эммануила III Милица уехала в Египет.
Скончалась Милица Николаевна 5 сентября 1951 года в Александрии. Покоится в крипте русской православной церкви Михаила Архангела в Каннах рядом с мужем.

## Киновоплощения
- Анна Дюкова («Григорий Р.», 2014).